# Jef Lambeaux
Pour les articles homonymes, voir Lambeaux.
Jef Lambeaux, né le 14 janvier 1852 à Anvers et mort le 5 juin 1908 à Bruxelles, est un sculpteur belge.

## Biographie

### Données biographiques
Joseph Marie Thomas, dit Jef, Lambeaux naît à Anvers le 14 janvier 1852 d'un père d'origine wallonne et d'une mère flamande, ce qui lui fait dire qu'il se sent « comme un vrai Belge », au même titre que son frère Jules Lambeaux (nl).
Il est le fils de Thomas Antoine Lambeaux, chaudronnier, batteur de cuivre (koperslager) né à Anvers le 29 septembre 1807, mort à Anvers le 15 janvier 1883, et de Marie Louise Loneu, née à Anvers le 13 octobre 1814 et morte à Anvers le 31 mars 1890, qui s’étaient mariés à Anvers le 16 janvier 1839.
Le grand-père paternel de Jef Lambeaux était Thomas Joseph Lambeaux junior, chaudronnier, baptisé à Namur (paroisse Saint-Michel) le 10 janvier 1776, domicilié à Anvers en 1807, fils de Thomas Joseph Lambaux (sic) senior, chaudronnier, domicilié à Hougaerden en 1807, et de Marie Anne Copette, de la paroisse Saint-Michel de Namur, morte à Namur (Saint-Michel) le 1er juin 1793, et qui s'étaient mariés à Namur, paroisse Saint-Michel, le 5 février 1775. Ce Thomas Joseph Lambaux senior, né vers 1752, avait épousé en secondes noces Marie Barbe Bodson, dont il était également veuf lorsqu'il mourut à Hougaerden le 20 septembre 1824 âgé d'environ 82 ans. Il était également originaire de Namur où il était né, comme fils de Jean Lambaux et de Jeanne Catherine Baufays ou Beaufais.
La grand-mère paternelle de Jef Lambeaux était Anne Elisabeth Plevoets, née à Hasselt, le 3 juin 1765, fille de Jacques Plevoets, d'une famille de censiers et de forgerons de Saint-Trond et de sa région, et de Marie Hélène Distelmans. Anne Elisabeth Plevoets était veuve en premières noces d'Antoine Markenbach, mort à Anvers en 1797 âgé de 35 ans. Thomas Joseph Lambeaux et Anna Elisabeth Plevoets s'étaient établis à Anvers et s'y marièrent le 9 septembre 1807. Anne Elisabeth Plevoets est morte à Anvers, le 9 octobre 1854 âgée de 89 ans, et son mari Thomas Joseph Lambaux junior et mort à Anvers le 16 février 1855 âgé de 78 ans.
Du côté maternel, ses grands-parents étaient d'une part Jean François Loneu, cocher et conducteur de diligences, né le 16 janvier 1779 à Attenhoven comme fils illégitime de Jean Mathieu Lonneu et d'Anne Marguerite Vrancken et d'autre part Isabelle Marie Jacqueline Van Bellingen, baptisée le 28 juillet 1778 à Contich comme fille de Jacobus Van Bellingen, de la paroisse Notre-Dame d'Anvers, et de Maria Coveliers, de Contich.
Jef Lambeaux épousa le 9 décembre 1898 à Vilvorde, où il fut brièvement domicilié, Juliette Marie Christine Wittocx, servante en 1875, née à Berchem le 30 juillet 1856, fille de Benoit Wittocx, ouvrier de sucrerie, mort accidentellement à Hove le 23 avril 1882 et de Jeanne Elisabeth Aerts, morte à Geel le 5 avril 1886. Lors de leur mariage, ils légitimèrent un fils, déclaré à l’état civil sous le nom d’Emile François Wittocx, qui était né à Saint-Gilles, rue Dethy n° 3 où résidait sa mère, le 16 octobre 1875. Cet enfant avait déjà été légalement reconnu par ses père et mère quelques années auparavant, par acte du 8 novembre 1894. Il fut alors nommé Lambeaux comme son père.
Jef Lambeaux, alors domicilié au n° 49 de l’avenue Brugmann à Saint-Gilles, est mort à Bruxelles, d'un mal qui le rongeait depuis longtemps, le 5 juin 1908, à 11 heures et demie du soir, au n° 14 de la rue du Grand Cerf, et l’acte de décès précise que le défunt était officier de l’ordre de Léopold, décoré de divers ordres étrangers, et artiste sculpteur.

### Parcours artistique
Jef Lambeaux étudie à l'Académie royale des beaux-arts d'Anvers en tant qu'élève de Nicaise De Keyser et de Joseph Geefs, mais ils n'auront que peu ou pas d'influence sur son travail ultérieur. Il rejoint un groupe de jeunes artistes dirigé par Jan van Beers. Piet Verhaert et Alexandre Struys appartiennent également à ce groupe. Ils sont connus pour leur comportement excentrique, notamment pour leurs promenades à Anvers vêtus de costumes d'époque.
Sa première œuvre Guerre est exposée en 1871. S'ensuit une longue série de groupes humoristiques et pittoresques, tels que Enfants qui dansent, Le nombre porte-bonheur et Un accident (1875). Il part ensuite pour Paris, où il mène une vie misérable. Il y réalise Le Mendiant et Le Baiser (1881), considéré comme son chef-d'œuvre. La sculptrice Art déco Claire Colinet est son élève à Paris. Lors d'une visite en Italie, il est très impressionné par les sculptures de Giambologna. C'est de là que vient sa préférence pour les effets de force et de mouvement dans la figure humaine.

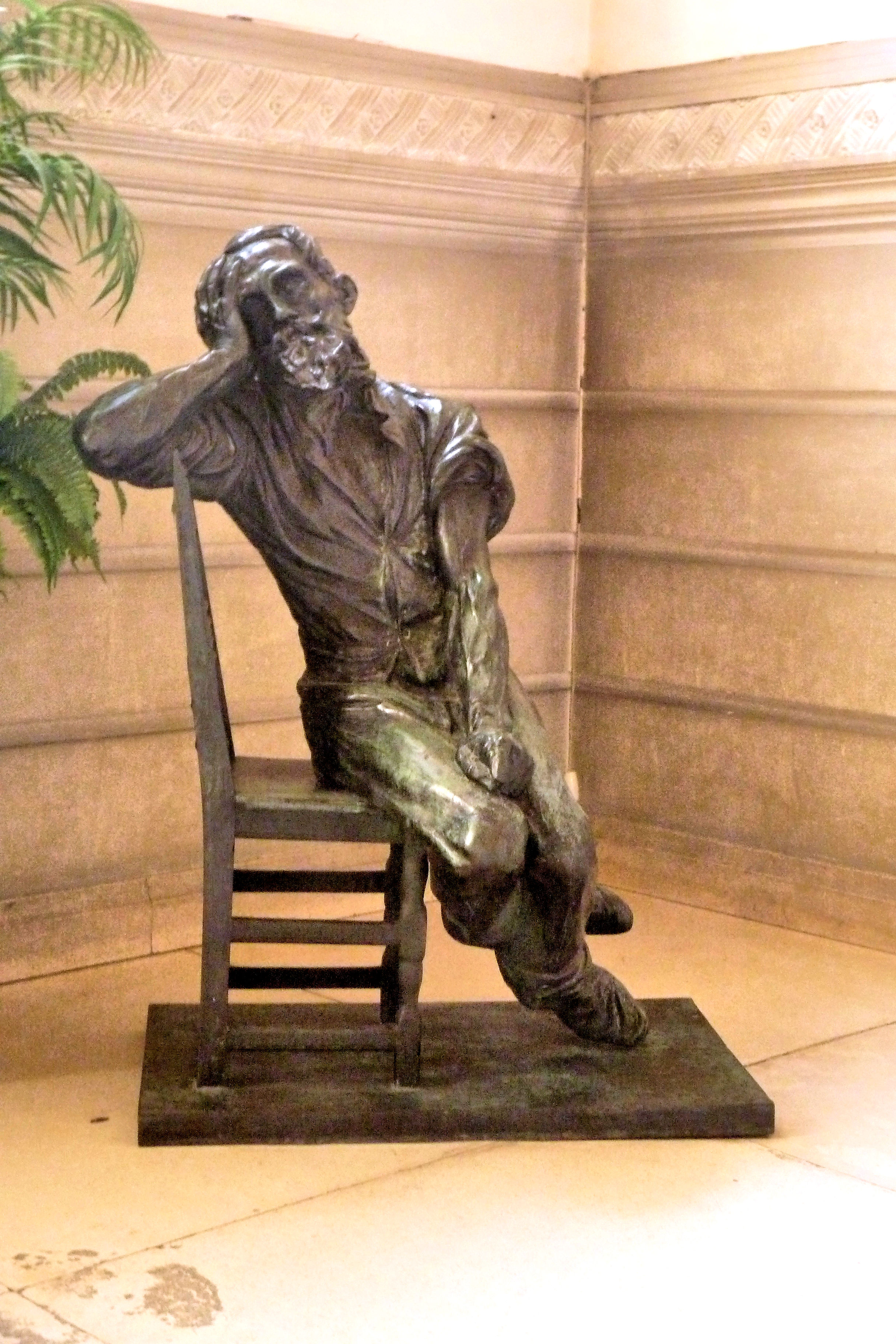
Autoportrait en bronze

En 1883, il devient l'un des membres fondateurs du cercle d'artistes Les Vingt, mais il démissionne après la première exposition du cercle, en 1884, en raison de son mécontentement face aux idées trop avant-gardistes du groupe.
La fontaine de Brabo (1887) sur la Grand-Place d'Anvers, inspirée des effets de mouvement de l'œuvre de Giambologna, est devenue le symbole officiel de la ville d'Anvers. Il représente Silvius Brabo, le légendaire fondateur d'Anvers. Le socle montre des sirènes, des phoques et d'autres créatures marines, représentés avec une fluidité qui anticipe déjà l'Art nouveau. Jef Lambeaux est alors fait chevalier de l'Ordre de Léopold.
Outre les œuvres citées ci-dessous, il réalise un grand nombre de sculptures telles que Le Vol du Nid d'Aigle (1890). Son Ivresse, présentée au Salon de Bruxelles en 1893, lui a valu de nombreuses critiques pour sa représentation sensuelle de la chair humaine. Jean Delville lui a donné le surnom de « Michel-Ange du Caniveau ». Mais l'année suivante, après son exposition à Paris, il reçoit pour cela une décoration de la Légion d'honneur. En 1896, il reçoit la médaille d'or lors de la Grande exposition d'art de Berlin en 1896.
Son œuvre Le Triomphe de la femme (1901) provoque un grand émoi dans les milieux catholiques à l'Exposition universelle de 1905 à Liège. Le gigantesque haut-relief Les Passions humaines (1889-1894), esquisse minutieusement détaillée exposée en 1889, témoigne d'une grande sensualité et d'un panache baroque. L'image a été critiquée au début parce qu'elle ne montrait que du mouvement, mais en fait peu de sentiment intérieur.
Il réalise également un grand nombre de portraits en buste, comme ceux d'Hendrik Conscience, d'Henri de Braekeleer et du bourgmestre de Bruxelles, Charles Buls. Ses nombreuses autres œuvres représentent également des nymphes, des sylves, des bacchantes et des centaures. Sa Nymphe du Bocq (ou Déesse du Bocq) est restée dans les caves de l'hôtel de ville de Saint-Gilles jusqu'en 1976, car jugée « trop indécente » au xixe siècle. Maintenant, elle se dresse sur la place devant l'hôtel de ville. L'œuvre Le Faune mordu, commandée pour le Parc de la Boverie à Liège, fait un autre scandale. Il a été renvoyé, mais s'est cassé en cours de route. Le gouvernement a fourni une nouvelle copie.
Il se lie d'amitié avec le peintre Alfred Bastien et ils vivent même ensemble pendant un certain temps. Bastien a également été le modèle de la statue en l'honneur du maître d'œuvre Pieter Appelmans (en) (à droite de la cathédrale d'Anvers), inaugurée en 1935.
Vers la fin de sa vie, ses œuvres deviennent plutôt une répétition au sens de ses œuvres antérieures. Ayant accédé au succès, il a continué sur sa compétence technique sans autre innovation. Au cours de sa carrière, il a reçu jusqu'à vingt commandes d'œuvres monumentales dans l'espace public.
Il devient membre de l'Académie royale des sciences, des lettres et des beaux-arts. Il est également mentionné comme membre de la franc-maçonnerie.
Son atelier était situé rue de Savoie (détruit en 1898), puis au no 104 de la rue Antoine Bréart (détruit en 1977) à Saint-Gilles (Bruxelles).

## Œuvres
Lambeaux se disait réaliste et nullement symboliste. Ses pièces en marbre ne sont ni poétiques ni philosophiques. Il voulait juste montrer le mouvement et le panache de ses modèles de manière éclectique. C'était typique de Lambeaux. Il voulait faire appel à l'œil plutôt qu'à l'intellect. La sculpture en bronze le représentant lui-même le dépeint comme un poète maudit, ce qu'il n'était en aucun cas.
Il a notamment réalisé Le Faune mordu montré lors des expositions universelles de Bruxelles (1897) et Paris (1900) mais qui fut le centre d'une polémique sur les nus à l'Exposition universelle de 1905 à Liège où cette œuvre fut recouverte d'un voile.
Une autre œuvre majeure : Les Passions humaines (1886), un haut-relief de marbre qui a été intégré dans le pavillon de Victor Horta du Parc du Cinquantenaire, pour laquelle il a reçu une médaille d’honneur lors de l’Exposition universelle de 1900 à Paris. Il a été nommé membre de l’Académie royale de Belgique en 1903. Depuis 1899, le relief des Passions humaines a fait l’objet d’éloges et de critiques.

### Principales œuvres
- 1877 : Monument à Jacob Jordaens (nl), à Putte.
- 1881 : Le Baiser, au Musée royal des beaux-arts, à Anvers.
- 1881 : Deux lutteurs, bronze, Université libre de Bruxelles - Archives, patrimoine, réserve précieuse.
- 1882 : Le Chaudronnier , une des 48 statuettes du Petit Sablon à Bruxelles.
- 1884 : Folle chanson, salon de Bruxelles de 1884[22] ;
- 1887 : La fontaine de Brabo, à Anvers.
- 1887 : Buste du général Albert Goblet d'Alviella, place communale à Court-Saint-Étienne.
- 1888 : Buste d'Ernest Rousseau - Université libre de Bruxelles - Archives, patrimoine, réserve précieuse.
- 1898 : La Folle Chanson, au square Palmerston, à Bruxelles.
- 1890 environ : Le Dénicheur d'aigles, au Musée royal d'art ancien à Bruxelles.
- 1894 environ : La Déesse du Bocq (ou 'La Nymphe du Bocq) devant l'hôtel de ville de Saint-Gilles
- 1896 : Les Lutteurs, complexe sportif d'Aalter[23]. Un bronze des Lutteurs se trouve également exposé au Musée Gaspar, dans les collections de la Ville d'Arlon[24].
- 1899 : le Pavillon des Passions humaines, est l’une des premières constructions de Victor Horta, construit spécialement en 1899 dans un style classique pour abriter le haut-relief monumental de Jef Lambeaux Les Passions humaines, qui évoque les plaisirs et malheurs de l’humanité. Trois jours après l’ouverture, l’œuvre, osée pour l’époque, qui représente des corps enlacés, provoque un véritable scandale moral. Le pavillon ouvert derrière les colonnes de façade est muré et fermé par une porte de métal. Aujourd'hui rouvert, il fait partie des Musées royaux d'art et d'histoire.
- 1903 : les six figures monumentales de la façade de la maison Mallinckrodt (Hansahuis), à Anvers : Le Rhin, L'Escaut, Le Weser, L'Elbe, La Navigation et Le Commerce[25].
- 1905 : De Groene, sur la Grand-Place de Tirlemont[26].
- Date inconnue : Galilée, marbre blanc curieusement signé Jef Lambeaux van Antwerpen, dans les jardins de l'École provinciale d'horticulture de La Hulpe[27].
- Date inconnue : Le Gladiateur mourant, bronze, Université libre de Bruxelles - Archives, patrimoine, réserve précieuse[28].

## Élèves
- Georges Van der Straeten[29]
- Jean Gaspar[30]
- Claire Colinet[14]

Il animait régulièrement un groupe d'artistes composé de jeunes peintres et sculpteurs à Saint-Gilles (Bruxelles).

## Distinctions
- Chevalier de l'ordre de Léopold (14 février 1887).
- Officier de l'ordre de Léopold (1er décembre 1894).

## Musée
La commune de Saint-Gilles lui avait promis un musée en 1898, s'il laissait suffisamment d'œuvres au musée. Mais il n'a jamais été construit. Ces pièces ont été entreposées chez un voisin mais ont été détruites par un bombardement pendant la Seconde Guerre mondiale. En 2006, une association « ASBL Musée Jef Lambeaux » a été créée pour favoriser la construction d'un musée pour Jef Lambeaux.

## Galerie

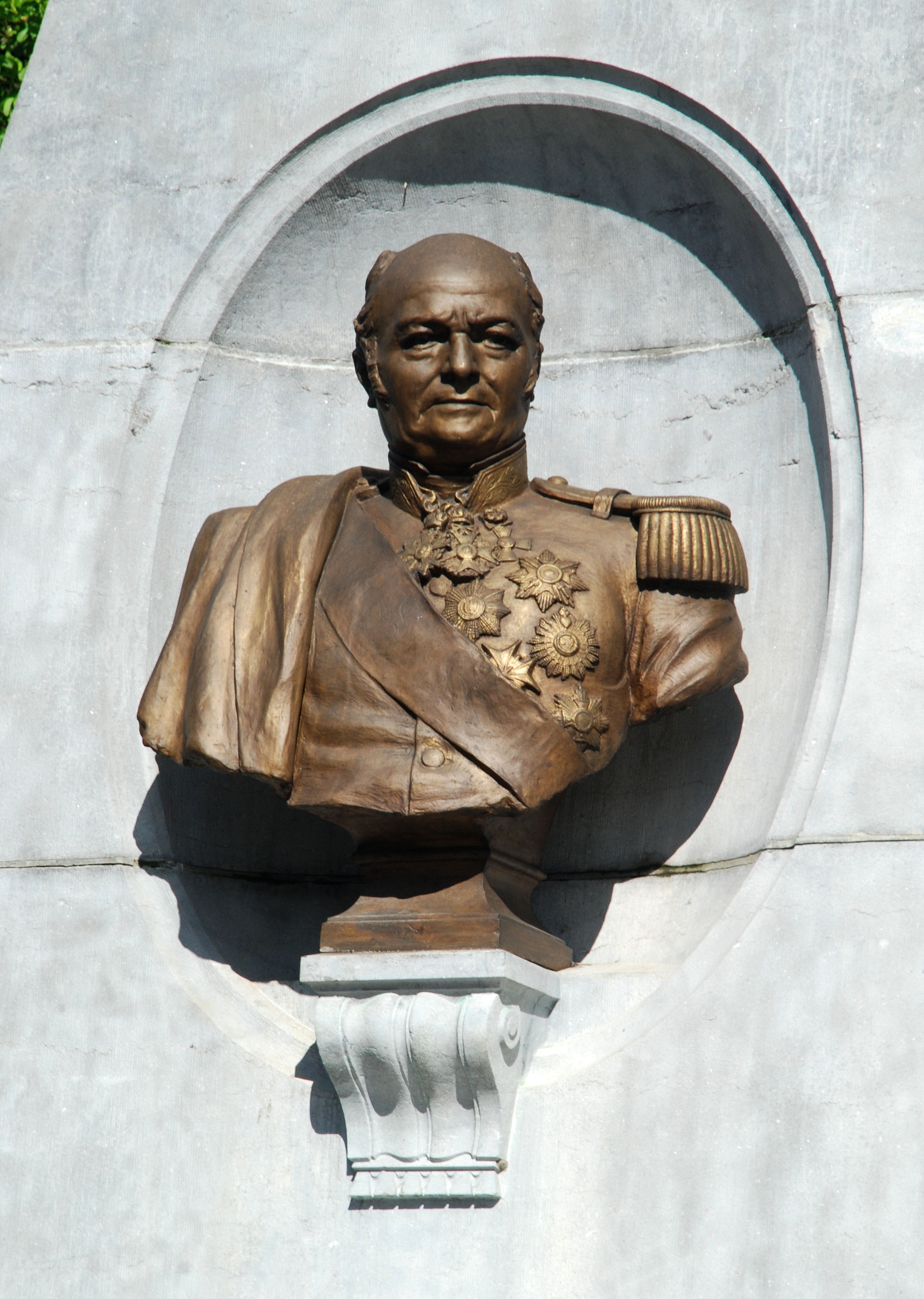
Monument au comte Albert Goblet d'Alviella à Court-Saint-Étienne.
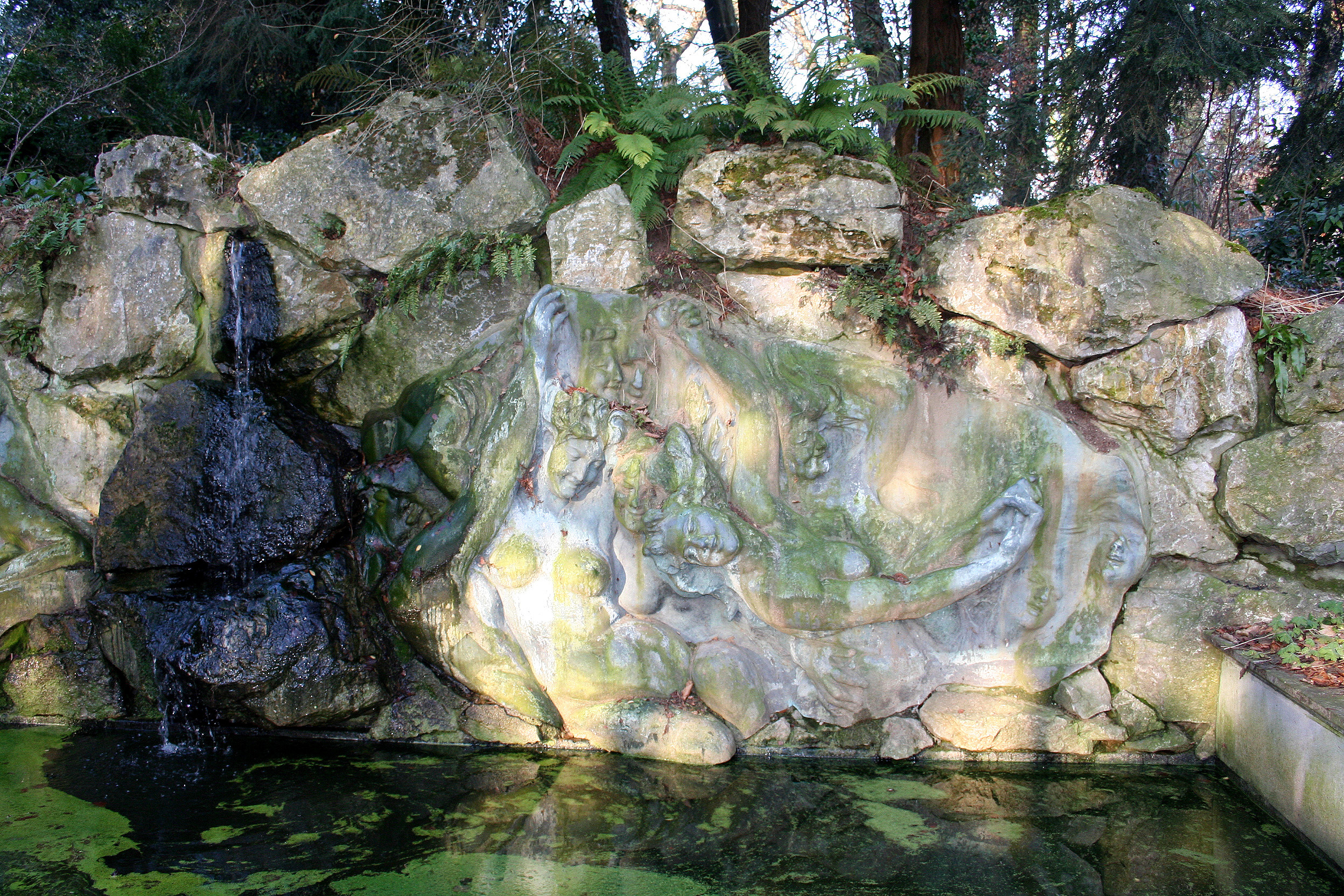
La Joie, Mariemont, Morlanwelz.
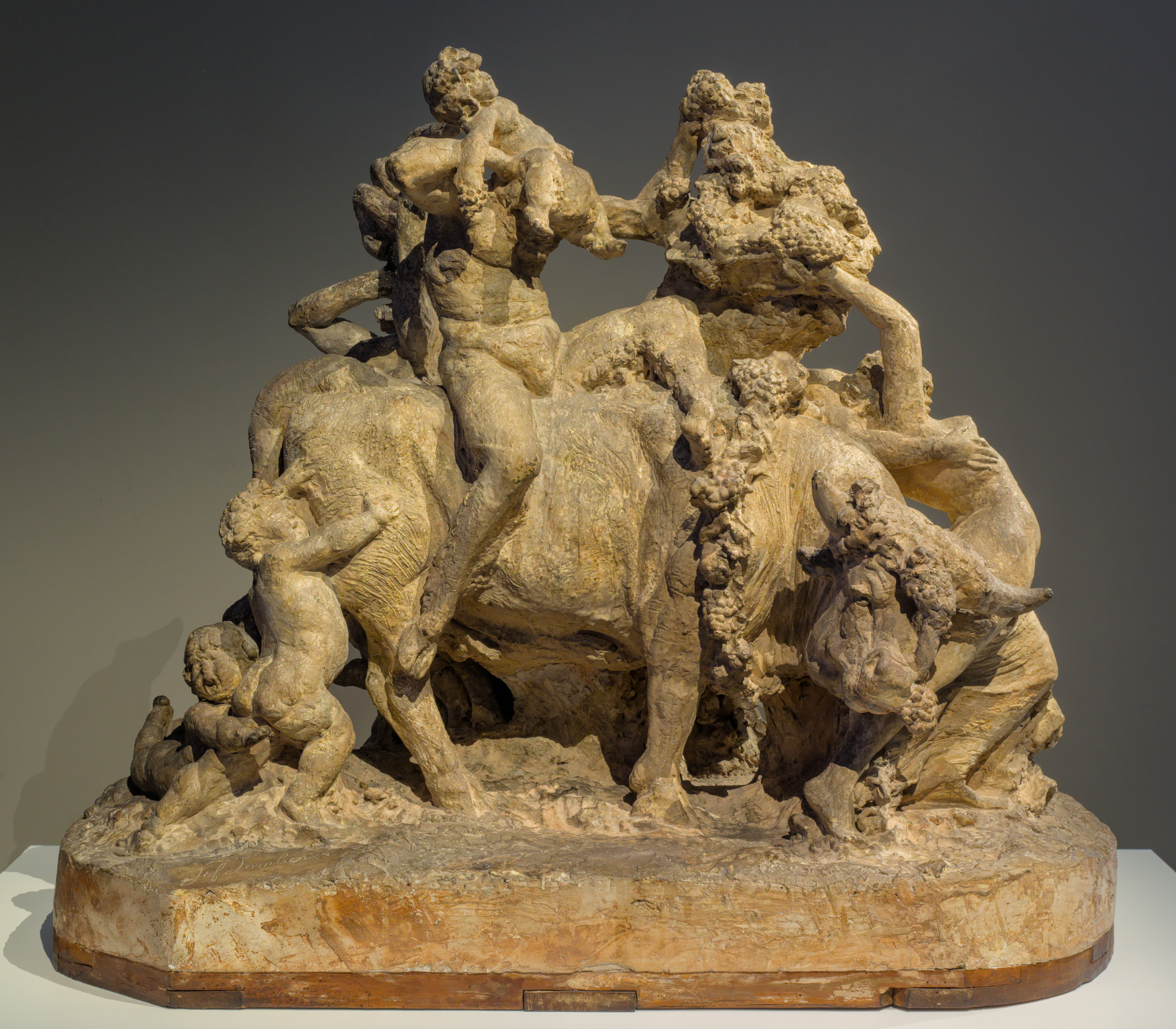
Satyrs and Bacchae (1880) au Musée M à Louvain.
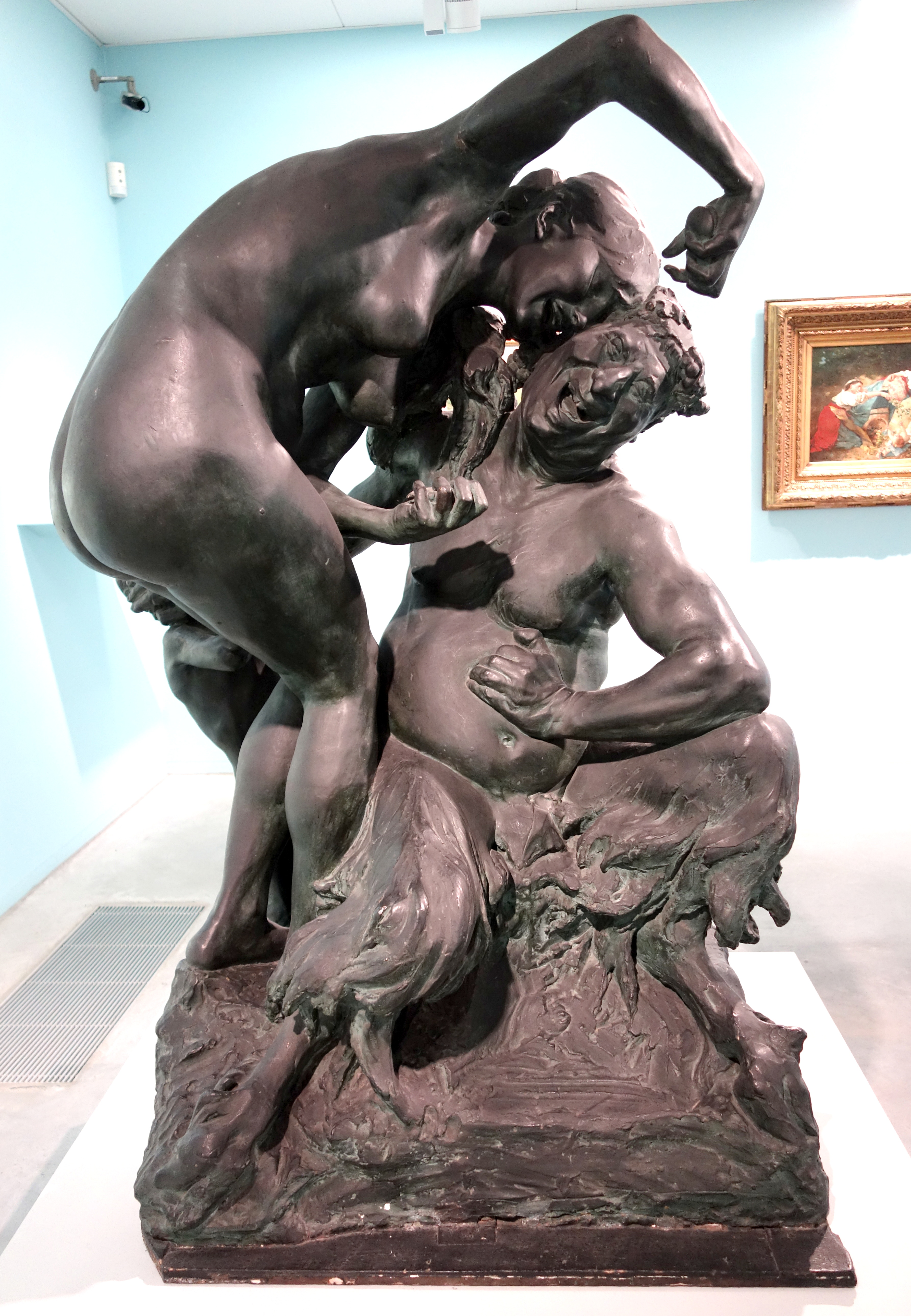
La folle chanson, 1884, Louvain, Musée M
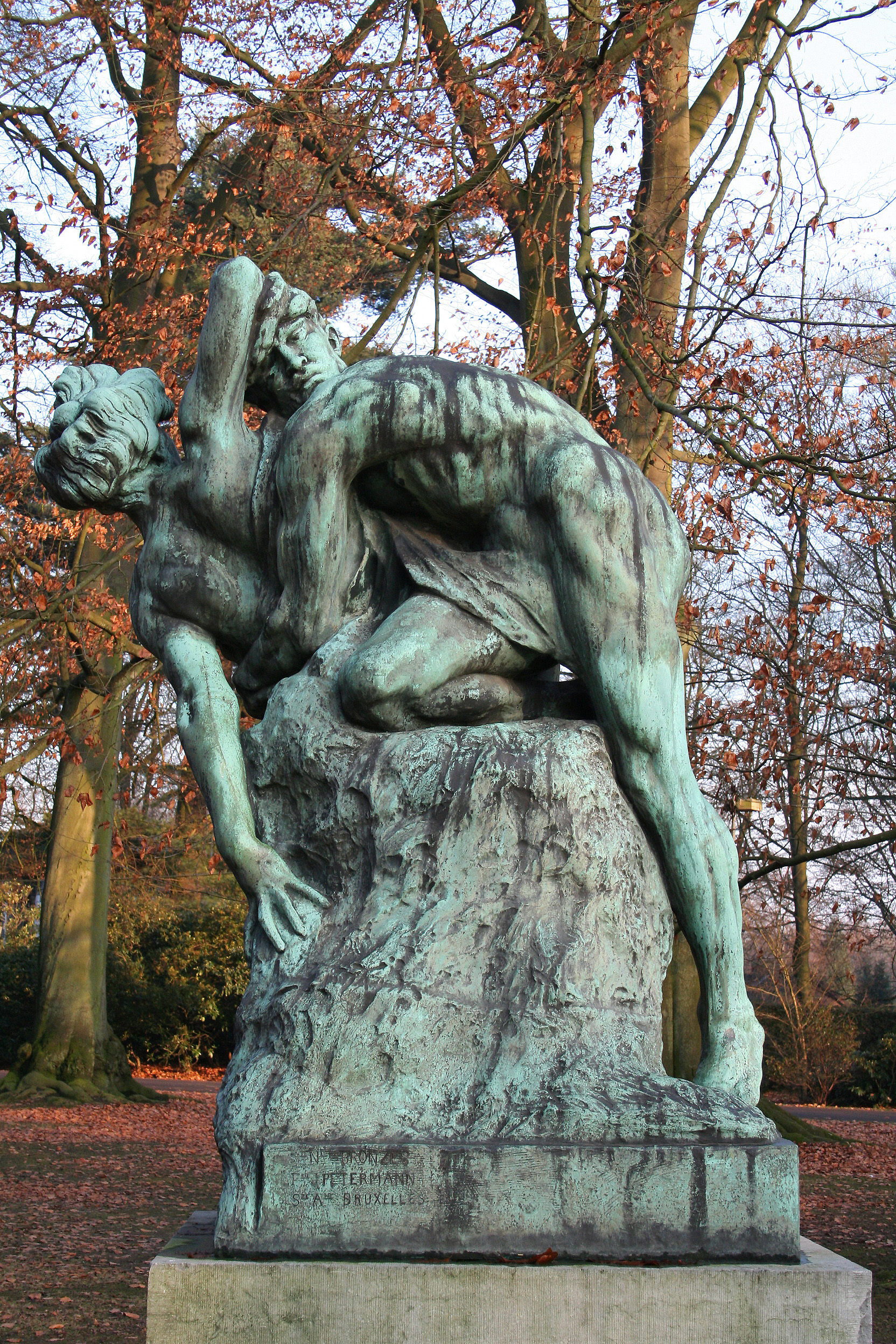
Le Triomphe de la Femme (1901), Mariemont, Morlanwelz.
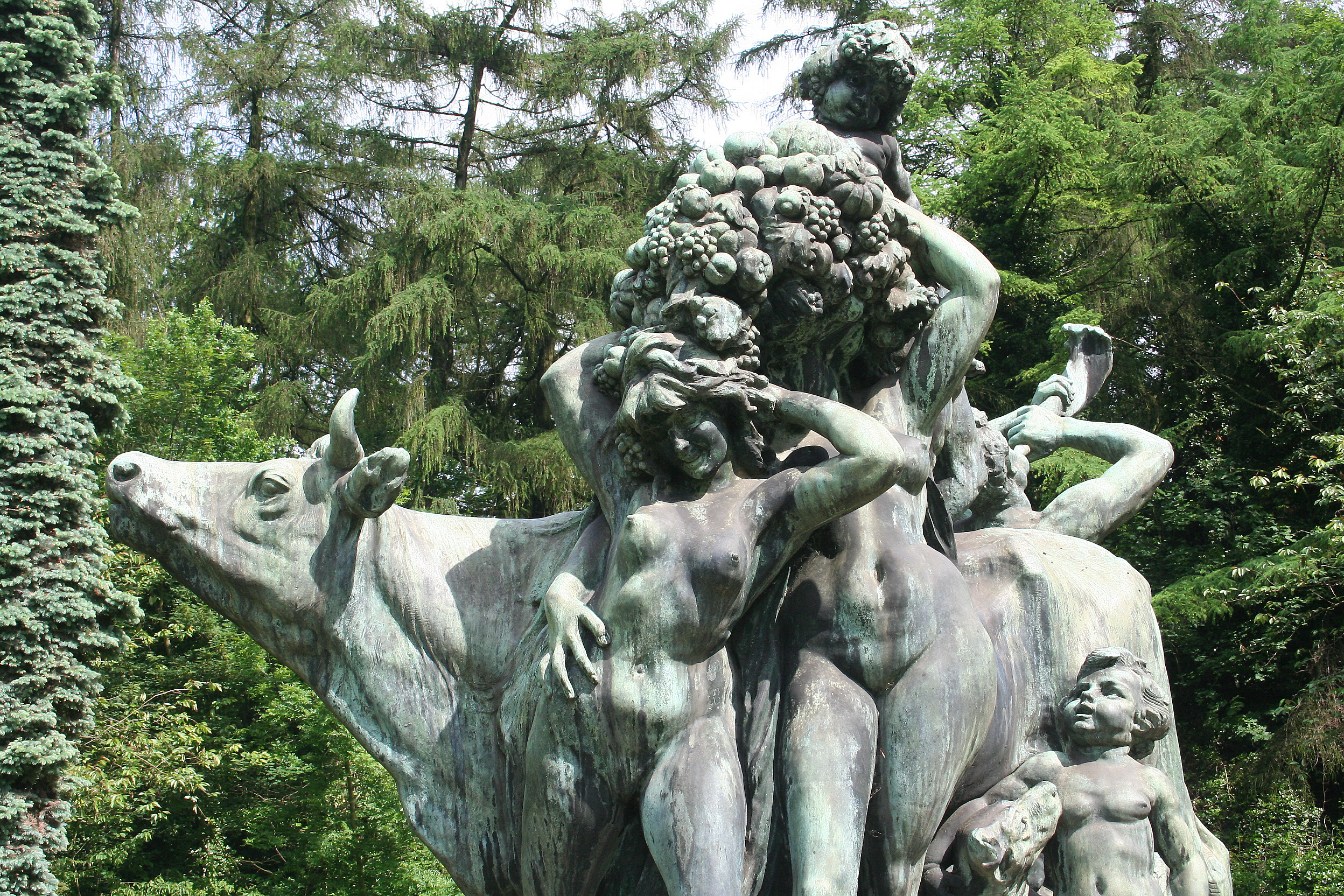
L'Abondance (1902), Mariemont, Morlanwelz.
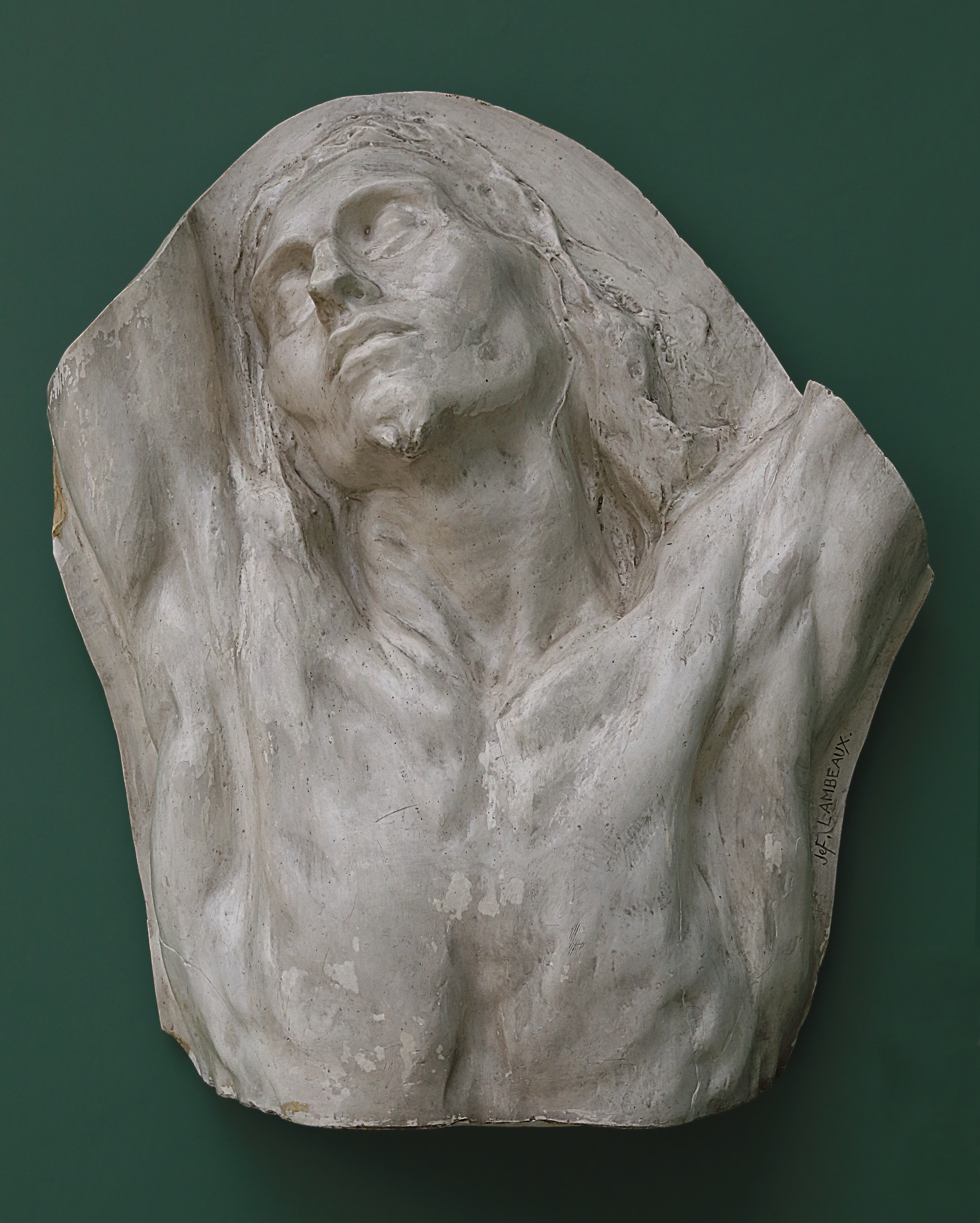
Étude pour la tête du Christ des Passions humaines, Musée des beaux-arts de Gand.
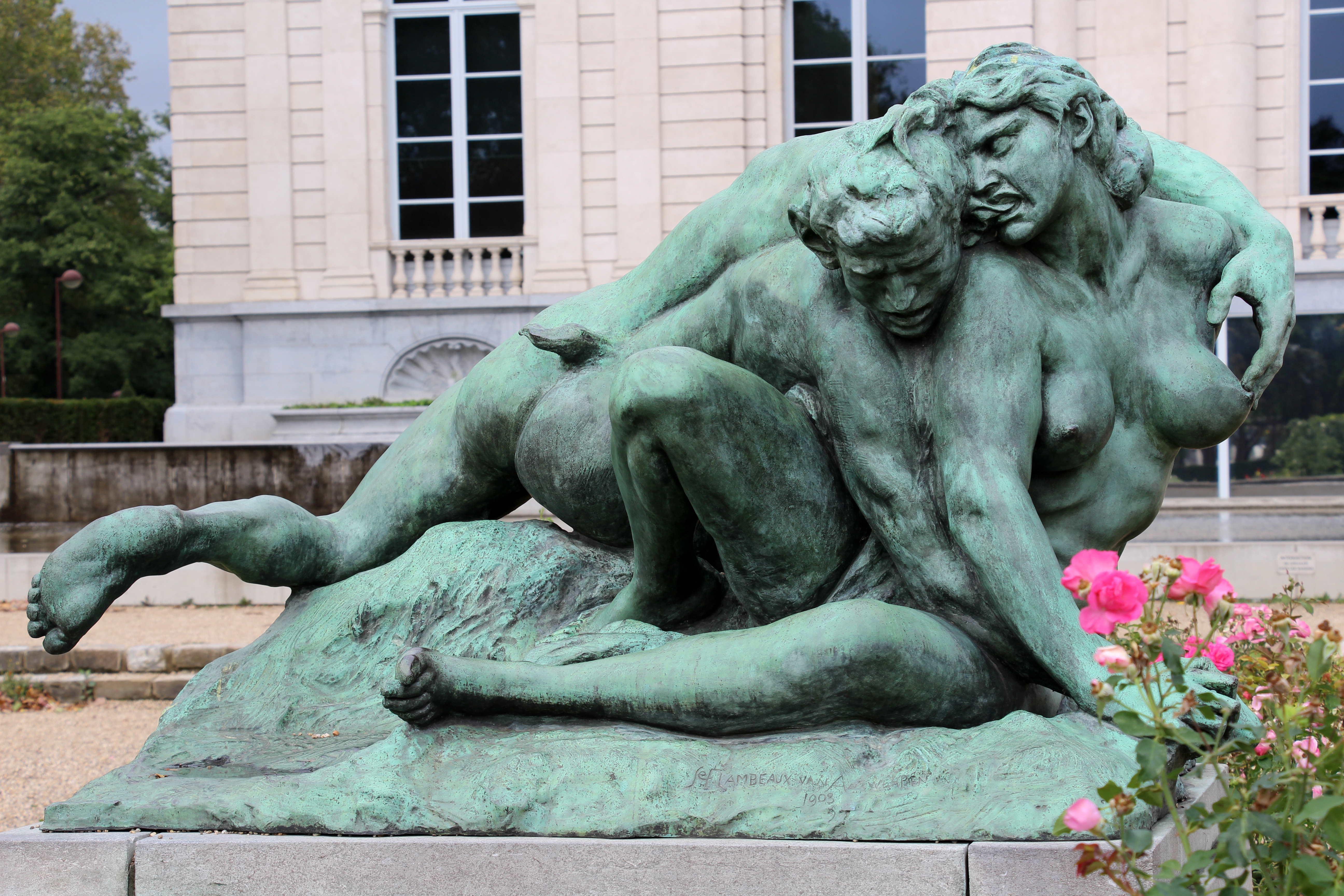
Le Faune mordu, 1903 - Liège Parc de la Boverie
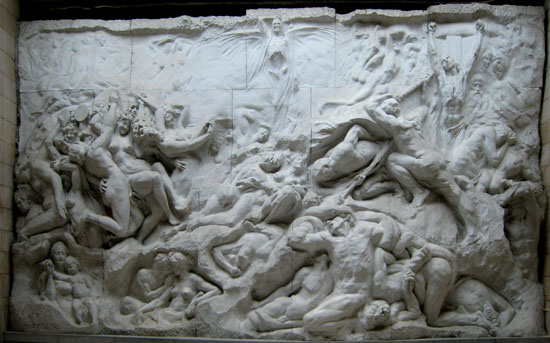
Les Passions humaines, parc du Cinquantenaire, Bruxelles.
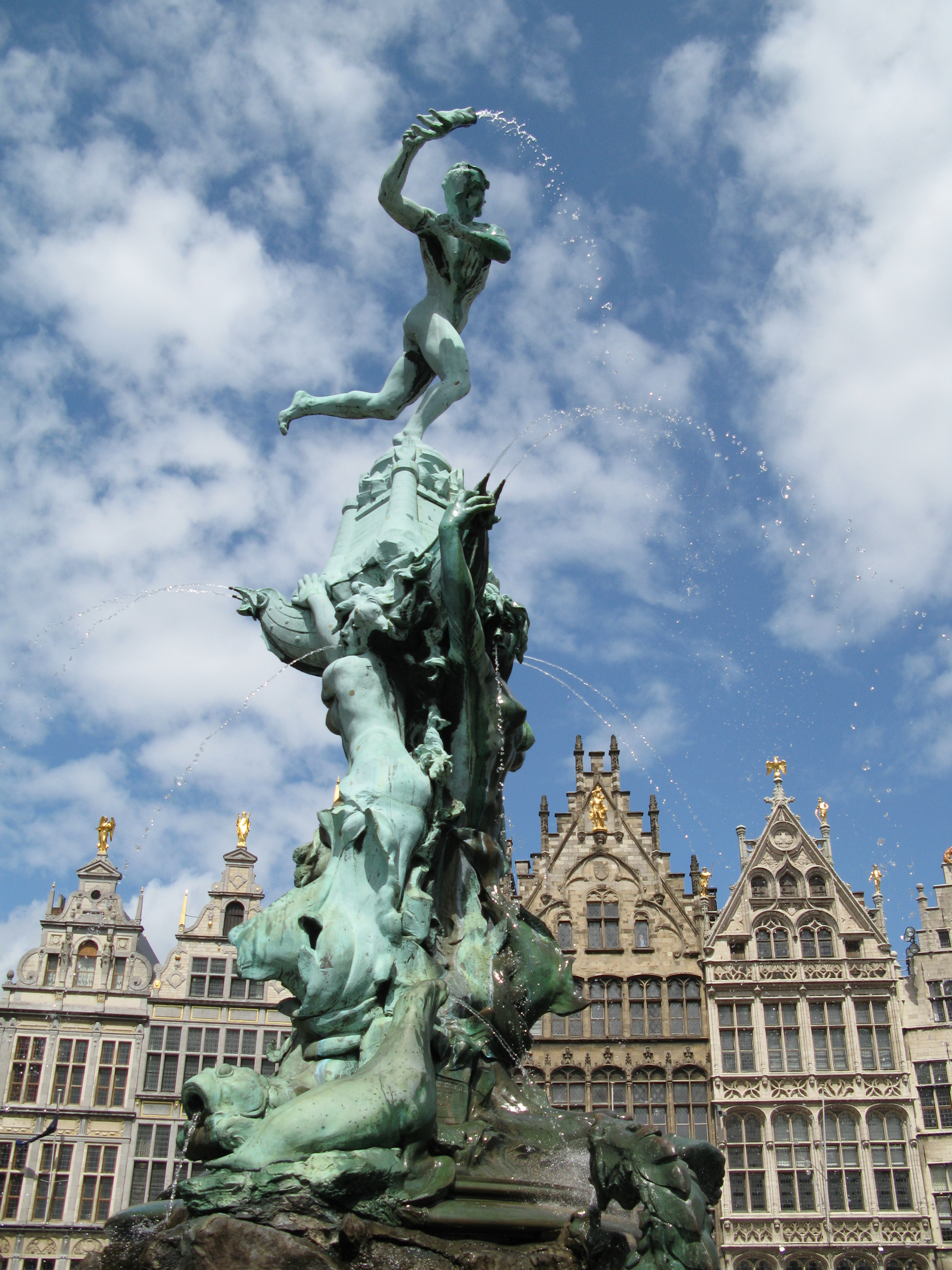
Fontaine Brabo, Grand-Place, Anvers.